# Sphyraena iburiensis
Sphyraena iburiensis és un peix teleosti de la família dels esfirènids i de l'ordre dels perciformes.

## Morfologia
Pot arribar als 23 cm de llargària total.

## Distribució geogràfica
Es troba a les costes del Japó.